# كارلوس كالديرون (مبارز بالسيف)
كارلوس كالديرون (بالإسبانية: Carlos Calderón)‏ هو مبارز بالسيف مكسيكي، ولد في 24 يناير 1947 في مدينة مكسيكو في المكسيك.

## وصلات خارجية
- كارلوس كالديرون على موقع أوليمبيديا (الإنجليزية)